# Chilopsis
Chilopsis és un gènere monotípic de plantes amb flor. La seva única espècie és Chilopsis linearis. És un petit arbre natiu del sud-oest dels EUA i nord de Mèxic. És comú veure-les a corrents i riberes fins a una altitud de 1500 metres.

## Descripció
Arriba a mesurar des d'1,5 a 8 m d'alçada, i pot tenir l'aparença general d'un altre arbust o petit arbre. Les fulles lineals i corbades mesuren entre 10 i 26 cm de longitud i entre 2 i 4 mm d'amplitud, i són caducifòlies.
Les flors ocupen una panícula terminal o raïm. Tenen de 2 a 4 flors que s'obren al mateix temps. Els sèpals són de color porpra, mentre que la corol·la mesura de 2 a 5 cm. Varien de color lavanda a rosat. El fruit conté nombroses llavors.
Hi ha dues subespècies:
- Chilopsis linearis  subsp.  linearis . Utah, Arizona, Nou Mèxic, oest de Texas, Mèxic.
- Chilopsis linearis  subsp.  arcuata . Nevada, Califòrnia, Baixa Califòrnia.

 Chilopsis  està estretament relacionada amb el gènere Catalpa i poden aconseguir híbrids dels dos gèneres. Aquest híbrid entre Chilopsis linearis i Catalpa bignonioides ha estat anomenat Chitalpa tashkentensis. Com el seu nom suggereix, aquest híbrid es va realitzar per primera vegada al jardí botànic de Taixkent a l'Uzbekistan.

## Cultiu
És originària del sud-oest dels Estats Units. Es propaga per llavors fresques i madura (germina en 5-15 dies, no se n'han d'ajuntar moltes ni s'han d'enfonsar a la terra), també per esqueixos semimadurs a l'estiu o madurat a finals de tardor.
Creix ràpidament, tolera la sequedat, la calor, la salinitat, vents i temperatures de fins a -15 °C.
Té preferència pel sòl porós, sorrenc, humit, amb molt bon drenatge, entre Sol i ombra o a ple sol. Tolera malament l'excés d'aigua i de fertilitzants. Cal regar-la a l'estiu, de tant en tant, de manera intensa. Al principi d'estiu és necessari proporcionar abonament nitrogenat a les plantes joves, en petites quantitats.

## Propietats
Indicacions: La infusió de flors s'usa contra la tos i com a estimulant en afeccions cardíaques.